# Convocazioni alla Coppa del Mondo maschile di pallavolo 2015
Elenco dei giocatori convocati per la Coppa del Mondo 2015.

## Argentina
| N° | Nome              | Ruolo | Data di nascita   | Squadra             |
| -- | ----------------- | ----- | ----------------- | ------------------- |
| -  | Julio Velasco     | All   | 9 febbraio 1952   | -                   |
| 1  | Pablo Guzmán      | C     | 6 aprile 1988     | Lomas               |
| 4  | Sebastián Garrocq | L     | 27 novembre 1979  | UPCN                |
| 5  | Nicolás Uriarte   | P     | 21 marzo 1990     | Skra Bełchatów      |
| 6  | Cristian Poglajen | S     | 14 luglio 1989    | Montes Claros       |
| 7  | Facundo Conte     | S     | 25 settembre 1989 | Skra Bełchatów      |
| 11 | Sebastián Solé    | C     | 12 giugno 1991    | Trentino            |
| 12 | Federico Martina  | S/O   | 2 novembre 1992   | Ciudad              |
| 14 | Pablo Crer        | C     | 12 giugno 1989    | Bolívar             |
| 15 | Luciano De Cecco  | P     | 2 giugno 1988     | Sir Safety Perugia  |
| 16 | Martín Ramos      | C     | 26 luglio 1991    | UPCN                |
| 17 | Luciano Zornetta  | S     | 6 marzo 1993      | Boca Juniors        |
| 18 | Ezequiel Palacios | S     | 2 ottobre 1992    | La Unión de Formosa |
| 19 | Maximiliano Gauna | C     | 29 aprile 1989    | Friedrichshafen     |
| 20 | Sebastián Closter | L     | 13 maggio 1989    | Gigantes del Sur    |

## Australia
| N° | Nome              | Ruolo | Data di nascita   | Squadra           |
| -- | ----------------- | ----- | ----------------- | ----------------- |
| -  | Roberto Santilli  | All   | 22 febbraio 1965  | -                 |
| 2  | Jacob Ross Guymer | C     | 21 giugno 1993    | Örkelljunga       |
| 5  | Travis Passier    | C     | 26 aprile 1989    | AIS               |
| 6  | Thomas Edgar      | S/O   | 21 giugno 1989    | LIG Greaters      |
| 7  | Harrison Peacock  | P     | 31 gennaio 1991   | AIS               |
| 8  | Jacques Borgeaud  | L     | 19 giugno 1991    | Regina            |
| 9  | Max Staples       | S     | 27 luglio 1994    | Fusion            |
| 11 | Luke Perry        | L     | 20 novembre 1995  | Perungan Pojat    |
| 12 | Nehemiah Mote     | C     | 21 giugno 1993    | Bühl              |
| 13 | Samuel Walker     | S     | 19 febbraio 1995  | Corigliano Volley |
| 14 | Grigory Sukochev  | P     | 18 febbraio 1988  | Tannourine        |
| 15 | Thomas Douglas    | S     | 16 settembre 1992 | Winnipeg          |
| 16 | Jordan Richards   | S     | 25 settembre 1993 | Schönenwerd       |
| 17 | Paul Carroll      | S/O   | 16 maggio 1986    | Charlottenburg    |
| 19 | Thomas Hodges     | S/O   | 4 luglio 1994     | UC Irvine         |

## Canada
| N° | Nome                   | Ruolo | Data di nascita   | Squadra              |
| -- | ---------------------- | ----- | ----------------- | -------------------- |
| -  | Glenn Hoag             | All   | 12 ottobre 1958   | Arkas                |
| 1  | Tyler Sanders          | P     | 14 dicembre 1991  | Lugano               |
| 2  | John Perrin            | S     | 17 agosto 1989    | Arkas                |
| 3  | Daniel Lewis           | L     | 3 aprile 1976     | Rennes               |
| 5  | Rudy Verhoeff          | C     | 24 giugno 1989    | Gazélec Ajaccio      |
| 6  | Justin Duff            | C     | 10 maggio 1988    | Łuczniczka Bydgoszcz |
| 9  | Dustin Schneider       | P     | 27 febbraio 1985  | Canada               |
| 10 | Toontje van Lankvelt   | S     | 1º luglio 1984    | ASUL Lyon            |
| 11 | Daniel Jansen VanDoorn | C     | 21 marzo 1990     | Tourcoing            |
| 12 | Gavin Schmitt          | S/O   | 27 gennaio 1986   | Arkas                |
| 15 | Frederic Winters       | S     | 25 settembre 1982 | Sada                 |
| 17 | Graham Vigrass         | C     | 17 giugno 1989    | Étoile du Sahel      |
| 18 | Nicholas Hoag          | S     | 19 maggio 1992    | Tours                |
| 19 | Blair Bann             | L     | 26 febbraio 1988  | Dürener              |
| 22 | Steven Marshall        | S     | 23 novembre 1989  | Łuczniczka Bydgoszcz |

## Egitto
| N° | Nome               | Ruolo | Data di nascita   | Squadra            |
| -- | ------------------ | ----- | ----------------- | ------------------ |
| -  | Angelo Frigoni     | All   | 17 marzo 1954     | -                  |
| 2  | Abdallah Bekhit    | P     | 10 ottobre 1983   | Army SC            |
| 3  | Abd Elhalim        | C     | 3 giugno 1989     | Al-Ahly            |
| 4  | Ahmed Abdelhay     | S     | 19 agosto 1984    | Army SC            |
| 5  | Abdellatif Ahmed   | C     | 13 agosto 1983    | Zamalek            |
| 6  | Mamdouh Abdelrehim | C     | 5 agosto 1989     | Army SC            |
| 8  | Mohamed Thakil     | S     | 12 luglio 1986    | Army SC            |
| 12 | Hossam Abdalla     | P     | 16 febbraio 1988  | Al-Ahly            |
| 13 | Mohamed Badawy     | S     | 11 gennaio 1986   | Zamalek            |
| 14 | Omar Hassan        | S     | 4 aprile 1991     | Army SC            |
| 15 | Ahmed Elkotb       | S     | 23 luglio 1991    | Al-Ahly            |
| 16 | Mohamed Hassan     | L     | 28 settembre 1993 | Zamalek            |
| 19 | Mohamed Moawad     | L     | 26 agosto 1987    | Al-Ahly            |
| 20 | Ahmed Shafik       | S     | 7 dicembre 1994   | VB Eastern Company |

## Giappone
| N° | Nome              | Ruolo | Data di nascita  | Squadra              |
| -- | ----------------- | ----- | ---------------- | -------------------- |
| -  | Masashi Nambu     | All   | -                | -                    |
| 1  | Kunihiro Shimizu  | O     | 11 agosto 1986   | Panasonic Panthers   |
| 2  | Daisuke Sakai     | L     | 22 ottobre 1981  | Suntory Sunbirds     |
| 3  | Kentarō Takahashi | C     | 8 febbraio 1995  | Tsukuba Daigaku      |
| 5  | Yoshifumi Suzuki  | C     | 31 marzo 1983    | Suntory Sunbirds     |
| 8  | Yūki Ishikawa     | S     | 11 dicembre 1995 | Modena               |
| 9  | Yūta Abe          | P     | 8 agosto 1981    | Suntory Sunbirds     |
| 10 | Daisuke Yako      | S     | 7 ottobre 1988   | JT Thunders          |
| 12 | Akihiro Yamauchi  | C     | 30 novembre 1993 | Aichi Gakuin Daigaku |
| 13 | Hideomi Fukatsu   | P     | 1º giugno 1990   | Panasonic Panthers   |
| 15 | Masahiro Yanagida | S     | 6 luglio 1992    | Suntory Sunbirds     |
| 16 | Takashi Dekita    | S     | 13 agosto 1991   | Sakai Blazers        |
| 17 | Takeshi Nagano    | L     | 11 luglio 1985   | Panasonic Panthers   |
| 18 | Yūta Yoneyama     | S     | 29 agosto 1984   | Toray Arrows         |
| 19 | Hiroaki Asano     | S     | 6 ottobre 1990   | JTEKT Stings         |

## Iran
| N° | Nome                  | Ruolo | Data di nascita   | Squadra          |
| -- | --------------------- | ----- | ----------------- | ---------------- |
| -  | Slobodan Kovač        | All   | 13 settembre 1967 | -                |
| 1  | Shahram Mahmoudi      | S/O   | 20 luglio 1988    | Urmia            |
| 2  | Milad Ebadipour       | S     | 17 ottobre 1993   | Urmia            |
| 3  | Saman Faezi           | C     | 23 agosto 1991    | Paykan           |
| 4  | Saeid Marouf          | P     | 20 ottobre 1985   | Zenit-Kazan      |
| 5  | Farhad Ghaemi         | S     | 28 agosto 1989    | Paykan           |
| 6  | Mohammad Mousavi      | C     | 22 agosto 1987    | Paykan           |
| 9  | Adel Gholami          | P     | 9 febbraio 1986   | Mizan Khorasan   |
| 10 | Amir Ghafour          | S/O   | 6 giugno 1991     | Matin Varamin    |
| 12 | Mojtaba Mirzajanpour  | S     | 7 ottobre 1991    | Paykan           |
| 13 | Mehdi Mahdavi         | P     | 13 febbraio 1984  | Mizan Khorasan   |
| 16 | Abdolreza Alizadeh    | L     | 12 febbraio 1987  | Urmia            |
| 19 | Mahdi Marandi         | L     | 12 maggio 1986    | Shahrdari Tabriz |
| 22 | Mohammad Senobar      | C     | 11 luglio 1989    | Shahrdari Tabriz |
| 24 | Mohammad Manavinezhad | S     | 27 novembre 1995  | Paykan           |

## Italia
| N° | Nome                 | Ruolo | Data di nascita   | Squadra            |
| -- | -------------------- | ----- | ----------------- | ------------------ |
| -  | Gianlorenzo Blengini | All   | 29 dicembre 1971  | Top Volley Latina  |
| 3  | Daniele Sottile      | P     | 17 agosto 1979    | Top Volley Latina  |
| 4  | Luca Vettori         | S/O   | 26 aprile 1991    | Modena             |
| 5  | Osmany Juantorena    | S     | 12 agosto 1985    | Halkbank           |
| 6  | Simone Giannelli     | P     | 9 agosto 1996     | Trentino           |
| 7  | Salvatore Rossini    | L     | 13 luglio 1986    | Modena             |
| 9  | Ivan Zaytsev         | S/O   | 2 ottobre 1988    | Dinamo Mosca       |
| 10 | Filippo Lanza        | S     | 3 marzo 1991      | Trentino           |
| 11 | Simone Buti          | C     | 19 settembre 1983 | Sir Safety Perugia |
| 14 | Matteo Piano         | C     | 24 ottobre 1990   | Modena             |
| 16 | Oleg Antonov         | S/O   | 28 luglio 1988    | Tours              |
| 18 | Giulio Sabbi         | S/O   | 10 agosto 1989    | Lube               |
| 19 | Simone Anzani        | C     | 24 febbraio 1992  | BluVolley Verona   |
| 20 | Massimo Colaci       | L     | 21 febbraio 1985  | Trentino           |
| 25 | Jacopo Massari       | S     | 2 giugno 1988     | Piacenza           |

## Polonia
| N° | Nome             | Ruolo | Data di nascita   | Squadra                  |
| -- | ---------------- | ----- | ----------------- | ------------------------ |
| -  | Stéphane Antiga  | All   | 3 febbraio 1976   | -                        |
| 1  | Piotr Nowakowski | C     | 18 dicembre 1987  | Asseco Resovia           |
| 3  | Dawid Konarski   | S/O   | 31 agosto 1989    | Asseco Resovia           |
| 6  | Bartosz Kurek    | S     | 29 agosto 1988    | Lube                     |
| 7  | Karol Kłos       | C     | 8 agosto 1989     | Skra Bełchatów           |
| 11 | Fabian Drzyzga   | P     | 3 gennaio 1990    | Asseco Resovia           |
| 12 | Grzegorz Łomacz  | P     | 1º ottobre 1987   | Cuprum Lubin             |
| 13 | Michał Kubiak    | S     | 23 febbraio 1988  | Halkbank                 |
| 15 | Piotr Gacek      | L     | 16 settembre 1978 | Trefl Gdańsk             |
| 17 | Paweł Zatorski   | L     | 21 giugno 1990    | ZAKSA                    |
| 18 | Marcin Możdżonek | C     | 9 febbraio 1985   | Halkbank                 |
| 20 | Mateusz Mika     | S     | 21 gennaio 1991   | Trefl Gdańsk             |
| 21 | Rafał Buszek     | S     | 28 aprile 1987    | Asseco Resovia           |
| 23 | Mateusz Bieniek  | C     | 5 aprile 1994     | Effector Kielce          |
| 25 | Artur Szalpuk    | S     | 20 marzo 1995     | AZS Politecnica Varsavia |

## Russia
| N° | Nome               | Ruolo | Data di nascita   | Squadra               |
| -- | ------------------ | ----- | ----------------- | --------------------- |
| -  | Vladimir Alekno    | All   | 4 dicembre 1966   | Zenit-Kazan           |
| 1  | Aleksej Območaev   | L     | 22 maggio 1989    | Dinamo Mosca          |
| 4  | Artëm Vol'vič      | C     | 22 gennaio 1990   | Lokomotiv Novosibirsk |
| 5  | Sergej Grankin     | P     | 21 gennaio 1985   | Dinamo Mosca          |
| 6  | Evgenij Sivoželez  | S     | 6 agosto 1986     | Zenit-Kazan           |
| 8  | Sergej Tetjuchin   | S     | 23 settembre 1975 | Belogor'e             |
| 9  | Aleksej Spiridonov | S     | 26 giugno 1988    | Zenit-Kazan           |
| 10 | Aleksandr Janutov  | L     | 19 giugno 1983    | Lokomotiv Novosibirsk |
| 11 | Il'ja Vlasov       | C     | 3 agosto 1995     | Fakel                 |
| 12 | Aleksandr But'ko   | P     | 18 marzo 1986     | Lokomotiv Novosibirsk |
| 13 | Dmitrij Muserskij  | C     | 29 ottobre 1988   | Belogor'e             |
| 14 | Viktor Poletaev    | S/O   | 27 luglio 1995    | Zenit-Kazan           |
| 15 | Dmitrij Il'inych   | S     | 31 gennaio 1987   | Belogor'e             |
| 17 | Maksim Michajlov   | S/O   | 19 marzo 1988     | Zenit-Kazan           |
| 20 | Il'jas Kurkaev     | C     | 18 gennaio 1994   | Enisej                |

## Stati Uniti
| N° | Nome              | Ruolo | Data di nascita  | Squadra               |
| -- | ----------------- | ----- | ---------------- | --------------------- |
| -  | John Speraw       | All   | 18 ottobre 1971  | -                     |
| 1  | Matthew Anderson  | S     | 18 aprile 1987   | Zenit-Kazan           |
| 2  | Aaron Russell     | S     | 4 giugno 1993    | Penn State            |
| 3  | Taylor Sander     | S     | 17 marzo 1992    | BluVolley Verona      |
| 4  | David Lee         | C     | 8 marzo 1982     | Lokomotiv Novosibirsk |
| 6  | Paul Lotman       | S     | 3 novembre 1985  | Asseco Resovia        |
| 7  | Kawika Shoji      | P     | 11 novembre 1987 | Charlottenburg        |
| 9  | Murphy Troy       | S/O   | 31 maggio 1989   | Trefl Gdańsk          |
| 11 | Micah Christenson | P     | 8 maggio 1993    | Southern California   |
| 12 | Russell Holmes    | C     | 1º luglio 1982   | Asseco Resovia        |
| 16 | Jayson Jablonsky  | S     | 23 luglio 1985   | Fujian                |
| 17 | Maxwell Holt      | C     | 12 marzo 1987    | Dinamo Mosca          |
| 20 | David Smith       | C     | 15 maggio 1985   | Tours                 |
| 21 | Dustin Watten     | L     | 27 ottobre 1986  | Gazélec Ajaccio       |
| 22 | Erik Shoji        | L     | 24 agosto 1989   | Charlottenburg        |

## Tunisia
| N° | Nome             | Ruolo | Data di nascita   | Squadra              |
| -- | ---------------- | ----- | ----------------- | -------------------- |
| -  | Fathi Mkaouar    | All   | -                 | -                    |
| 1  | Tayeb Korbosli   | L     | 5 giugno 1993     | Olympique de Kélibia |
| 3  | Marouane M'rabet | S     | 5 giugno 1985     | Étoile du Sahel      |
| 4  | Marouen Garci    | S/O   | 21 marzo 1988     | Étoile du Sahel      |
| 6  | Mohamed Miladi   | S     | 12 maggio 1991    | Espérance de Tunis   |
| 7  | Ilyès Karamosli  | S     | 22 agosto 1989    | Espérance de Tunis   |
| 8  | Nabil Miladi     | C     | 28 febbraio 1988  | Espérance de Tunis   |
| 10 | Hamza Nagga      | S     | 29 maggio 1990    | Étoile du Sahel      |
| 11 | Ismaïl Moalla    | S     | 30 gennaio 1990   | Sfaxien              |
| 13 | Haykel Jerbi     | P     | 4 aprile 1988     | Étoile du Sahel      |
| 15 | Hichem Kaabi     | S/O   | 13 settembre 1986 | Espérance de Tunis   |
| 19 | Skander Ben Tara | C     | 22 gennaio 1985   | Espérance de Tunis   |
| 20 | Omar Agrebi      | C     | 26 agosto 1992    | Sfaxien              |

## Venezuela
| N° | Nome              | Ruolo | Data di nascita   | Squadra              |
| -- | ----------------- | ----- | ----------------- | -------------------- |
| -  | Vincenzo Nacci    | All   | 15 aprile 1965    | -                    |
| 2  | Jhonlen Barreto   | S     | 14 maggio 1987    | -                    |
| 3  | Fernando González | S     | 30 giugno 1989    | Chubut               |
| 4  | Héctor Mata       | L     | 27 gennaio 1993   | Anzoátegui           |
| 5  | Emerson Rodríguez | S     | 2 febbraio 1993   | Distrito Capital     |
| 7  | Edson González    | C     | 2 dicembre 1987   | Huracanes de Bolívar |
| 9  | José Carrasco     | P     | 20 maggio 1989    | Yaracuy              |
| 10 | Kervin Piñerúa    | S/O   | 22 febbraio 1991  | Prievidza            |
| 11 | Jhoser Contreras  | S     | 4 aprile 1991     | Zulia                |
| 12 | Ángel Meleán      | P     | 18 febbraio 1983  | Fonte do Bastardo    |
| 14 | Maximo Montoya    | S     | 26 giugno 1989    | Apure                |
| 18 | Jonathan Quijada  | C     | 25 settembre 1995 | Aragua VC            |
| 19 | Willner Rivas     | S     | 2 aprile 1995     | Distrito Capital     |
| 20 | Oscar García      | L     | 16 settembre 1995 | Barinas              |
| 23 | Iván Márquez      | S/O   | 4 ottobre 1981    | VBCE                 |